# Віїшоара (комуна, Телеорман)
Віїшоара (рум. Viișoara) — комуна у повіті Телеорман в Румунії. До складу комуни входить єдине село Віїшоара.
Комуна розташована на відстані 103 км на південний захід від Бухареста, 24 км на південний захід від Александрії, 124 км на південний схід від Крайови.

## Населення
За даними перепису населення 2002 року у комуні проживали 2311 осіб.
Національний склад населення комуни:
| Національність | Кількість осіб | Відсоток |
| -------------- | -------------- | -------- |
| румуни         | 2310           | > 99,9%  |

Рідною мовою назвали:
| Мова      | Кількість осіб | Відсоток |
| --------- | -------------- | -------- |
| румунська | 2310           | > 99,9%  |

Склад населення комуни за віросповіданням:
| Релігія      | Кількість осіб | Відсоток |
| ------------ | -------------- | -------- |
| православні  | 2296           | 99,4%    |
| баптисти     | 9              | 0,4%     |
| адвентисти   | 3              | 0,1%     |
| старообрядці | 2              | 0,1%     |
| мусульмани   | 1              | < 0,1%   |

## Зовнішні посилання
- Дані про комуну Віїшоара на сайті Ghidul Primăriilor